# Getbergssjön
Getbergssjön är en sjö i Kramfors kommun i Ångermanland och ingår i Nätraån-Ångermanälvens kustområde. Sjön har en area på 0,104 kvadratkilometer och ligger 89,1 meter över havet.

## Delavrinningsområde
Getbergssjön ingår i det delavrinningsområde (699495-162077) som SMHI kallar för Mynnar i havet. Medelhöjden är 127 meter över havet och ytan är 6,25 kvadratkilometer. Räknas de 37 avrinningsområdena uppströms in blir den ackumulerade arean 163,05 kvadratkilometer. Avrinningsområdets utflöde Inviksån mynnar i havet. Avrinningsområdet består mestadels av skog (65 procent) och öppen mark (12 procent). Avrinningsområdet har 0,09 kvadratkilometer vattenytor vilket ger det en sjöprocent på 1,5 procent. Bebyggelsen i området täcker en yta av 0,2 kvadratkilometer eller 3 procent av avrinningsområdet.